# Campionato Italiano Slalom 2012
Il Campionato Italiano Slalom (CIS) 2012 si è svolto tra il 25 marzo e il 21 ottobre 2012 in 10 gare distribuite in otto regioni diverse. Il titolo di campione italiano slalom è stato vinto per la quarta volta da Luigi Vinaccia, mentre quello di campione under 23 non è stato assegnato per mancata partecipazione ad almeno 8 gare.

## Calendario e risultati
| Tappa | Data         | Slalom                            | Sede                 | Vincitore            |
| ----- | ------------ | --------------------------------- | -------------------- | -------------------- |
| 1     | 25 marzo     | Maxi slalom Salerno-Croce di Cava | Cava de’ Tirreni     | Luigi Vinaccia       |
| 2     | 1 aprile     | Slalom Torregrotta-Roccavaldina   | Torregrotta          | Luigi Vinaccia       |
| 3     | 20 maggio    | Slalom Città di Campobasso        | Campobasso           | Fabio Emanuele       |
| 4     | 27 maggio    | Slalom Casalborgone-Aramengo (*)  | Casalborgone         | Luigi Vinaccia       |
| 5     | 10 giugno    | Slalom Susa-Moncenisio            | Susa                 | Luigi Vinaccia       |
| 6     | 8 luglio     | Maxi slalom Colle San Bartolomeo  | Colle San Bartolomeo | Davide Piotti        |
| 7     | 29 luglio    | Slalom Città di Osilo             | Osilo                | Francesco Marrone    |
| 8     | 16 settembre | Slalom dell'Agro Ericino          | Valderice            | Domenico Polizzi     |
| 9     | 30 settembre | Slalom Città di Bolca             | Vestenanova          | Davide Piotti        |
| 10    | 21 ottobre   | Slalom Città di Santopadre (**)   | Santopadre           | Salvatore Castellano |

- (*) Gara rinviata dal 6 maggio al 27 maggio[12].
- (**) Gara rinviata dal 12 luglio al 21 ottobre[13].

## Classifiche

### Sistema di punteggio
Per il titolo di campione italiano slalom 2012 il regolamento sportivo prevede la partecipazione ad almeno 3 gare di campionato affinché i punti ottenuti siano considerati validi. I punteggi vengono attribuiti ai primi 15 classificati assoluti di ogni singola gara in base alla posizione in classifica di gruppo secondo il seguente schema:
| Posizione di Gruppo | 1ª | 2ª | 3ª | 4ª | 5ª | 6ª | 7ª | 8ª | 9ª | dalla 10ª alla 15ª |
| Punti               | 15 | 12 | 10 | 8  | 6  | 5  | 4  | 3  | 2  | 1                  |

Per il titolo di campione under 23 2012 sono considerati validi i punti ottenuti in almeno 8 gare di campionato. I punteggi vengono attribuiti in base alla posizione in classifica di classe di ciascuna gara secondo il seguente schema:
| Posizione di Classe | 1ª | 2ª | 3ª | 4ª | 5ª | 6ª | 7ª | 8ª |
| Punti               | 10 | 8  | 6  | 5  | 4  | 3  | 2  | 1  |

### Classifica campionato italiano piloti
| Pos | Pilota                | Vettura                   | Gruppo-Classe | SAL | TOR | CBS | CSL | SUS | SBT | OSL | AGE | BLC | SPD | Punti validi |
| --- | --------------------- | ------------------------- | ------------- | --- | --- | --- | --- | --- | --- | --- | --- | --- | --- | ------------ |
| 1   | Luigi Vinaccia        | Osella PA 9/90 Alfa Romeo | SPS-3         | 15  | 15  | 12  | 15  | 15  | 12  |     |     | 12  | 10  | 106          |
| 2   | Alessandro Polini     | A112 Suzuki               | PS-2          | 6   | 5   | 15  | 15  | 12  | 15  |     |     | 12  | 15  | 95           |
| 3   | Luca Magrì            | Renault Clio RS 3         | A-3           |     |     |     | 12  | 12  | 15  |     |     |     |     | 39           |
| 4   | Maicol Giacomotti     | Fiat 126 Kawasaki         | PS-2          |     |     |     | 12  | 15  |     |     |     | 10  |     | 37           |
| 5   | Sebastiano Castellano | Radical SR4 Suzuki        | SPS-2         | 12  | 12  |     |     |     |     |     | 12  |     |     | 36           |
| 6   | Vincenzo Manganiello  | Fiat X1/9 Kawasaki        | PS-2          | 10  |     | 4   |     |     |     |     |     |     | 12  | 26           |
| 7   | Salvatore Castellano  | Chiaravenuto Suzuki       | SPS-2         | 4   | 2   |     |     |     |     |     |     |     | 15  | 21           |
| Pos | Pilota                | Vettura                   | Gruppo-Classe | SAL | TOR | CBS | CSL | SUS | SBT | OSL | AGE | BLC | SPD | Punti validi |

Seguono altri 96 piloti senza punti validi.

### Classifica campionato piloti under 23
Titolo non assegnato poiché nessuno dei 46 piloti concorrenti ha ottenuto punti validi a causa della mancata partecipazione ad almeno 8 gare.